# Die Krone des Schäfers
Die Krone des Schäfers (englischer Titel: The Shepherd’s Crown) ist ein posthum erschienener Fantasy-Roman von Terry Pratchett aus dem Jahr 2015. Es ist das fünfte Buch, das Terry Pratchett dem Schicksal von Tiffany Weh widmet, zugleich sein 41. Scheibenwelt-Roman. Er ist nach Kleine freie Männer, Ein Hut voller Sterne, Der Winterschmied und Das Mitternachtskleid der letzte Band, der Tiffany Wehs Erwachsenwerden, ihre Hexenausbildung und Bestehen in Krisen begleitet. Die Tiffany-Weh-Pentalogie ist eine Untergruppe der Hexengeschichten der Scheibenwelt.
Das Buch gilt als „Abschiedsroman“ Pratchetts von der Scheibenwelt. Im Juni 2015 kündigte seine Tochter Rhianna Pratchett an, dass The Shepherd’s Crown der letzte Scheibenwelt-Roman sei und keine weiteren Werke, auch keine unvollendeten, veröffentlicht würden. Der Roman erschien am 27. August 2015 im Vereinigten Königreich beim Verlag Penguin Random House und verkaufte sich dort in den ersten drei Tagen 52.846 Mal. Am 1. September 2015 wurde er in den Vereinigten Staaten veröffentlicht und in Deutschland am 9. November 2015.
Die Krone des Schäfers wurde 2016 mit dem Deutschen Phantastik-Preis in der Kategorie „Bester internationaler Roman“ ausgezeichnet sowie mit dem Locus Award in der Kategorie „Best Young Adult Book“.

## Handlung
Als mittlerweile vollgültige Hexe muss Tiffany Weh erneut die Scheibenwelt retten, wobei sie von etlichen anderen bekannten Scheibenwelt-Figuren unterstützt wird. Ort der Handlung sind das Kreideland und Lancre.
Nach ihren vorangegangenen Erfolgen ist Tiffany Weh mittlerweile die von weiten Teilen der Bevölkerung anerkannte offizielle Hexe ihrer Heimat. Sie hat alle Hände voll zu tun, sich um die Menschen, Tiere und alle Hexenangelegenheiten des Kreidelandes zu kümmern. Jeannie, die „Kelda“ (Königin) des Koboldstamms der Wir-sind-die-Größten, unter deren Schutz Tiffany steht, ist besorgt, dass sie sich überarbeitet. Als Esmeralda Wetterwachs, Tiffanys Lehrmeisterin, stirbt, vermacht sie Tiffany alles, einschließlich ihres Häuschens in Lancre und die Sorge für ihre Bienen, nur ihre geheimnisvolle Katze Du nicht, die gehen kann, wohin sie möchte, sich aber eng an Tiffany anschließt. Tiffany Weh wird zur ersten unter den Hexen und muss nun nicht nur das Kreideland, sondern zusätzlich auch die Menschen in Lancre betreuen, was trotz ihres unermüdlichen Einsatzes kaum zu schaffen ist, obwohl sie sich größte Mühe gibt, allen ihren Verpflichtungen nachzukommen. Zudem sind nicht alle Hexen über Tiffanys wachsenden Einfluss glücklich, allen voran Letizia Ohrwurm.
Tiffany bekommt Unterstützung durch Gottfried, den sechzehnjährigen wissensdurstigen dritten Sohn von Lord Harold Schwenk. Als Vegetarier und Pazifist ist er unzufrieden mit den barbarischen Jagdpraktiken seines Vaters. Nach einem Streit mit diesem macht er sich mit seinem wundersamen Ziegenbock Mephisto, der ihn beschützt, auf den Weg nach Lancre, um entgegen allen gesellschaftlichen Konventionen die erste männliche Hexe zu werden. Gottfried versteht sich gut mit allen und hat eine bemerkenswerte Gabe als Friedensstifter. Tiffany nimmt ihn schließlich trotz der Bedenken anderer Hexen zur Ausbildung an und lässt den alten Besen von Oma Wetterwachs für ihn reparieren. Gottfried erweist sich als Naturtalent im Besenfliegen. Außerdem führt er nebenbei die Idee und den Bau von Schuppen als Man Cave ein, um den alten Männern im Land zu einer gewissen Autonomie gegenüber ihren Frauen zu verhelfen.

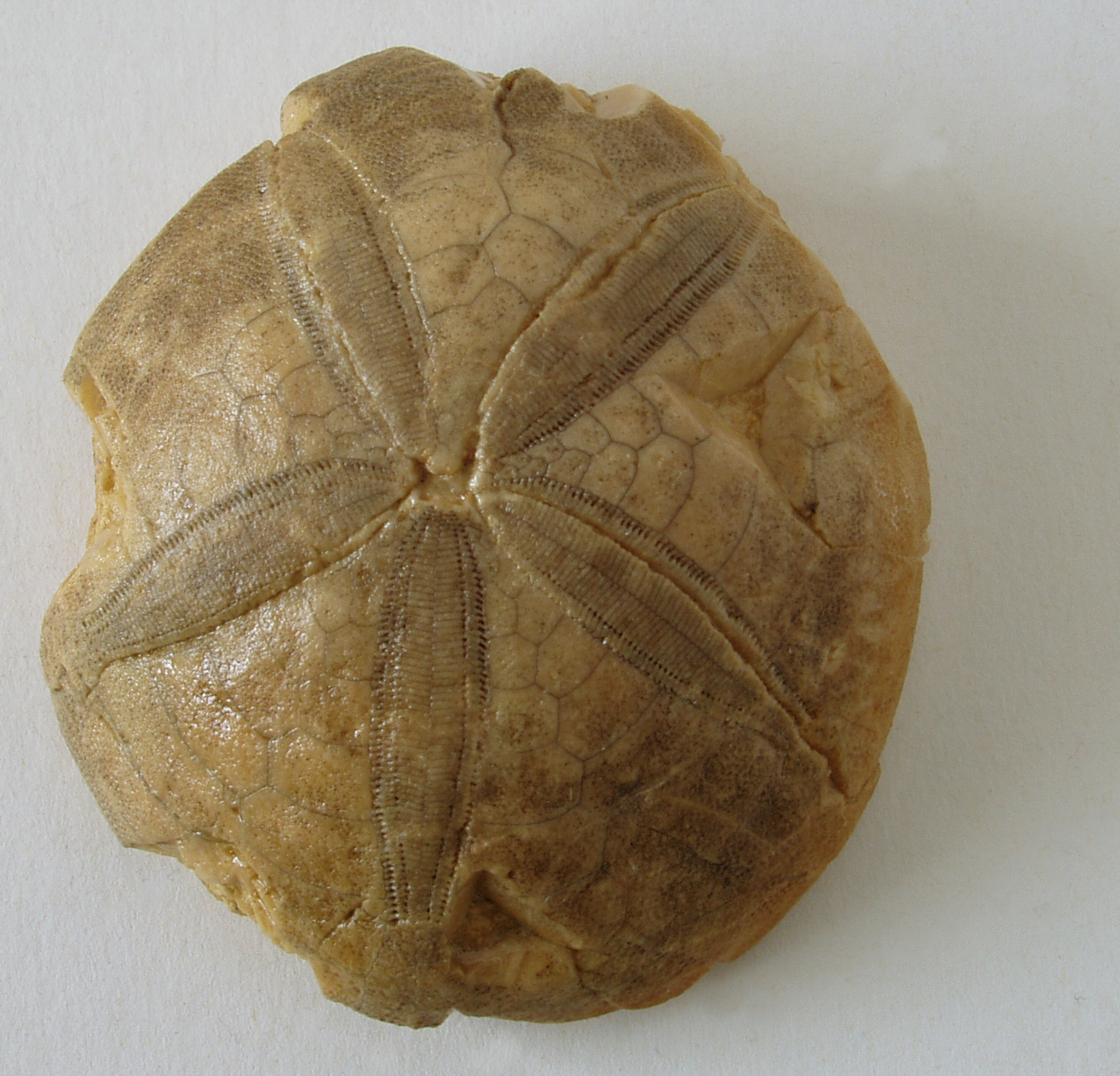
Echinoid

Währenddessen spürt im Elfenreich der Elfenfürst Erbsenblüte, dass nach dem Tod von Oma Wetterwachs die Barrieren zwischen den Reichen geschwächt sind. Als ein gefangener Goblin dem Feenhof enthüllt, dass die Menschen mit dem von den Elfen gefürchteten Eisen und Stahl fähig sind, Eisenbahnen zu bauen, entmachtet Lord Erbsenblüte die Königin Nachtschatten und lässt ihr die Flügel ausreißen. Er plant, erneut in die Scheibenwelt einzufallen, um die Menschen zu unterjochen. Nach ihrer Verbannung aus dem Märchenland wird Nachtschatten von den Wir-sind-die-Größten im Kreideland gefunden. Die Kobolde halten sie fest, bis Tiffany eintrifft und ihre frühere Widersacherin auf dem elterlichen Bauernhof in einem Heuschober unterbringt. Tiffany versucht Nachtschatten beizubringen, was es heißt, ein Mensch zu sein, und welche Beweggründe es für Freundlichkeit und Hilfsbereitschaft gibt. Bei einem Besuch auf dem elterlichen Hof nimmt sie den Talisman mit, der von ihrem Vorfahren Daniel Weh in den Hügeln des Kreidelandes gefunden wurde und sich seit vielen Generationen im Besitz der Schäferfamilie Weh befindet. Die „Schäferkrone“ ist ein versteinerter Echinoid mit einem Stück Feuerstein darin, den sie fortan bei sich trägt.
Tiffany versammelt die Hexen, um sich auf eine Invasion der Elfen, die immer mehr Raubzüge und Überfälle in die Menschenwelt unternehmen, vorzubereiten, und Gottfried stellt aus den alten Männern, die in ihren Schuppen mittlerweile Waffen gebaut haben, eine Kampftruppe zusammen. Tiffany versucht außerdem, den Elfenkönig, der sich in ein Hügelgrab zurückgezogen und die Regentschaft des Märchenlands der Elfenkönigin übergeben hat, um Hilfe zu bitten. Als das scheitert, beauftragt sie die Wir-sind-die-Größten, vor dem Grabhügel für den gelangweilten König ebenfalls einen Schuppen zu bauen, in der Hoffnung, damit seine Unterstützung zu gewinnen.
Der Angriff der Elfen erfolgt schließlich an zwei Steinkreisen in Lancre und im Kreideland. In Lancre werden die Elfen besiegt durch die versammelten Hexen, unterstützt von Gottfried mit Mephisto und den alten Männern mit ihrem Eisenspäne verschießenden Kriegsgerät. Im Kreideland werden sie von der Regentin des Kreidelandes Baronin Lätitia, der Hexe Fräulein Tick, Tiffany und den Wir-sind-die-Größten empfangen. Nachdem Nachtschatten ihre Elfenkraft wiedergewonnen hat, kämpft sie für Tiffany, die sie nun als Freundin betrachtet, bis sie von Lord Erbsenblüte getötet wird. Die Elfen scheinen die Oberhand zu gewinnen, bis Tiffany, die die Schäferkrone trägt, die dem Land innewohnende Macht der Kreide und die Geister der Hunde ihrer Großmutter, Donner und Blitz, herbeiruft, um einen Sturm auf die Elfen herabzubeschwören. Als der König der Elfen erscheint, tötet er Lord Erbsenblüte für den Mord an Nachtschatten und kehrt mit den überlebenden Elfen in das Märchenreich zurück.

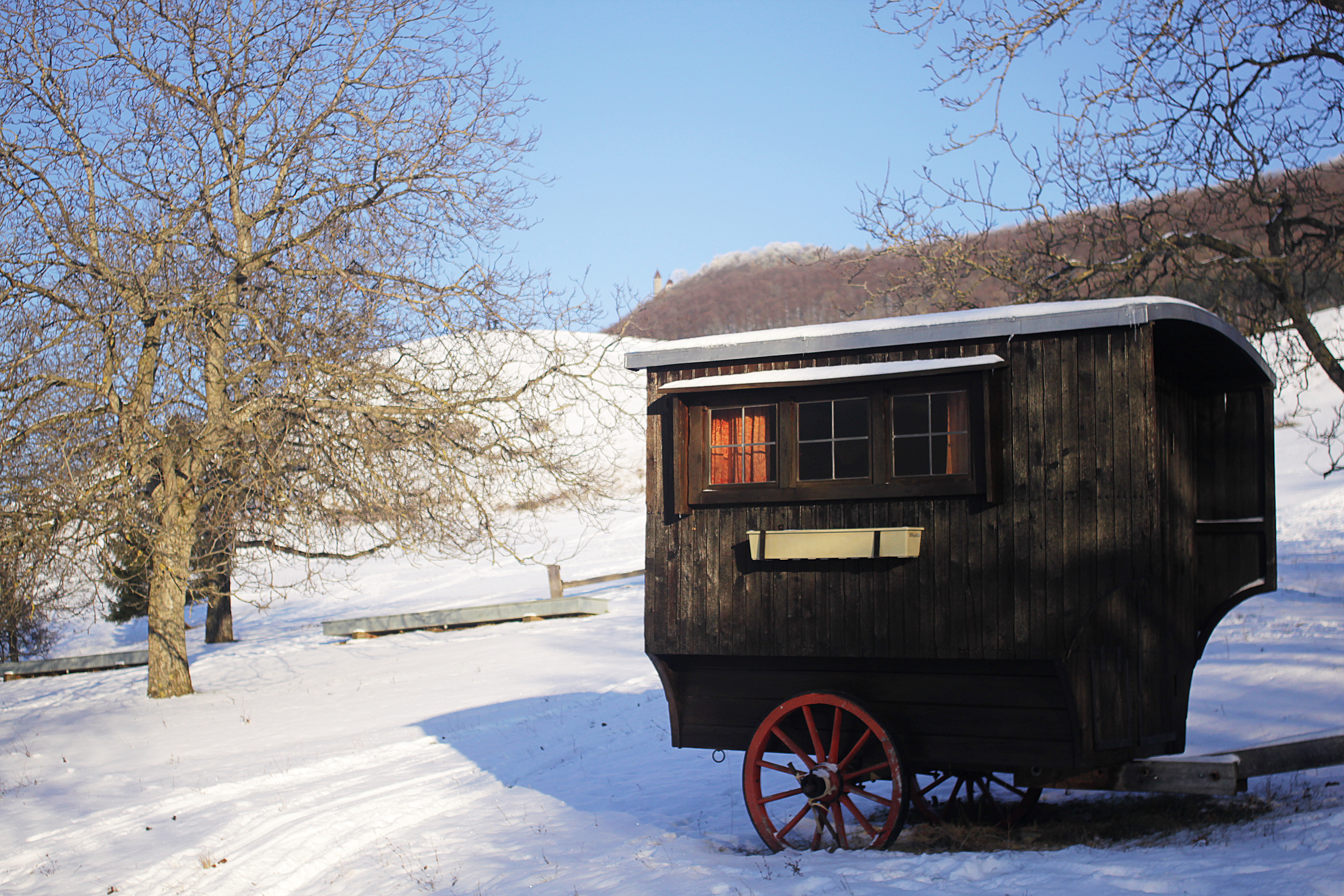
Schäferwagen

Nachdem wieder Frieden eingekehrt ist, verkündet Tiffany den versammelten Hexen, dass sie sich wieder nur dem Kreideland widmen werde. Ihr Vorschlag, Gottfried als „Eintrachtwirker“ das Revier und das Häuschen von Oma Wetterwachs zu geben, stößt auf allgemeine Zustimmung. Tiffany lernt schreinern und baut sich ihre eigene Schäferhütte, wobei sie die alten Eisenräder des Schäferkarrens ihrer verstorbenen Oma wiederverwendet.

## Alternatives Ende
Terry Pratchetts langjährigem Freund Neil Gaiman zufolge wollte dieser den Tod von Esmeralda Wetterwachs anders gestalten, sei aber wegen seiner fortschreitenden Krankheit nicht mehr dazu gekommen. Geplant sei gewesen, dass Oma Wetterwachs bei ihrem Tod ihr Bewusstsein tatsächlich in die Katze Du legt, die im weiteren Verlauf nicht mehr ganz katzenartig ist. Hinweise dazu finden sich im Buch angelegt, aber nicht mehr aufgelöst. Es sollte eine letzte Szene geben, in der Oma Wetterwachs sagt: „Ich gehe jetzt zu meinen eigenen Bedingungen.“ Erst dann würde der Tod kommen, um sie endgültig mitzunehmen.
Ansätze zu diesem Plot finden sich im Buch in verschiedenen Szenen. Nachdem Esmeralda Wetterwachs in Erwartung von TOD ihre Angelegenheiten geordnet und ihr Haus geputzt hat, unterhält sie sich bei seiner Ankunft mit ihm und sagt: „Klar, es kommt mir nicht gerade gelegen und ich kann mir auch wirklich was Schöneres vorstellen, aber ich weiß ja, dass Ihr jeden holt, Herr Tod. Oder habe ich eine Wahl?“ Da er sie sehr schätzt, antwortet er darauf: „NEIN, LEIDER NICHT. WIR TREIBEN ALLE IM WIND DER ZEIT. ABER DEINE KERZE, FRÄULEIN WETTERWACHS, WIRD NOCH EIN WEILCHEN FLACKERN, EHE SIE ERLISCHT – ALS KLEINE BELOHNUNG FÜR EIN GUTES LEBEN.“ Danach taucht die Katze Du an allen möglichen Orten auf, obwohl sie sich zuvor nur in Lancre bei Oma Wetterwachs aufgehalten hatte. Als erstes erscheint sie nach deren Tod im Kreideland bei Tiffany, die gerade als Hebamme bei einer Geburt hilft. Als Tiffany in Lancre gemeinsam mit Nanny Ogg die Beerdigung vorbereitet und die Katze neben der Toten auf dem Bett liegen sieht, fragt sie sich, ob Oma Wetterwachs nicht ihr Bewusstsein in die Katze gelegt haben könnte, eine unter Hexen „Borgen“ genannte Praxis, in der Oma Wetterwachs Meisterin gewesen war. Auf einem Pappschild auf der Wäschetruhe steht: BIN WAHRSCHEYNLICH TODT und „Tiffany Weh kriegt alles, bloss die Katze nicht. Die kann gehen, wohin sie will“. Während der Beerdigung beendet die Katze die beginnenden Rangeleien um die Nachfolge durch ein gellendes Miauen, das die Bienen von Oma Wetterwachs herbeiruft, die sich um Tiffany sammeln. Als im späteren Handlungsverlauf Gottfried mit seinem wundersamen Ziegenbock bei Tiffany auftaucht, verhalten sich Bock und Katze zu Tiffanys Verwunderung ungewöhnlich friedlich. Zudem meint sie, einen aus den Augen der Tiere hervorkommenden Blitz in der Farbe der Magie gesehen zu haben. Als Tiffany den Elfenkönig allein in seinem Grabhügel aufsucht und es fraglich scheint, ob er sie wieder gehen lassen wird, steht plötzlich die weiße Katze bei Tiffany, auf die der Elfenkönig mit dem staunenden Ausruf „Du!“ reagiert, bevor Katze und Hexe fluchtartig das Hügelgrab verlassen. Zum Ende des Buches sieht Tiffany bei ihrer selbstgebauten Hütte in der Dämmerung die Silhouetten ihrer Großmütter Oma Weh und Oma Wetterwachs mitsamt ihrer Hunde, die sie grüßen. Als Tiffany die neben ihr stehende Katze fragt: „Wo ist Oma Wetterwachs, Du?“, antwortet diese miauend: „Überall.“

## Rezeption
Tasha Robinson ordnete im National Public Radio das Buch als „unverkennbar ein persönlicher, bedeutungsvoller, aber unkomplizierter Abschied von der Welt“ ein. Die Hauptfigur vieler Bücher Terry Pratchetts, die Hexe Oma Wetterwachs, sei „eine seiner ikonischsten Figuren und spiegelte seine Gedanken zu Intelligenz, Pflicht, Psychologie und Führung wider“. Die melancholische, gemächliche Anfangssequenz zu ihrem Tod liefere „eine passende, geradlinige Illustration von Pratchetts Gedanken über den Tod“, über den er „schon lange vor dem Schreiben dieses Buches ausführlich nachgedacht hat“. David Barnett von The Independent befand, es sei daher „schwierig, ‚Die Krone des Schäfers‘ als etwas anderes als Sir Terrys Abschiedsbrief an seine Legion von Fans zu sehen – obwohl es sich natürlich um einen Pratchett-Roman handelt, der für sich genommen ein ziemlich guter Roman ist“. Kat Brown schrieb im The Daily Telegraph, es sei nicht nur ein großartiges, außergewöhnliches Scheibenweltbuch, sondern auch „ein würdiger Abschied für Pratchett und diese Mammutserie. Es ist von einem elegischen Ton durchzogen, man hat das Gefühl, es sei die „letzte Szene“ seines eigenen Stücks. Wenn das nicht beabsichtigt war, ist es ein verdammt guter Zufall“.
Amanda Craig schrieb im Guardian: „Im Kern ist dies ein Buch über Tod, Mut und Demut“. und Anna Stemmann konstatierte in kinderundjugendmedien.de der Universität Hamburg, das Thema des Abschiednehmens sei im gesamten Handlungsverlauf des Romans präsent: Unmittelbar am Beginn stirbt mit Oma Wetterwachs eine der wichtigsten Figuren der Scheibenwelt und Tiffany Weh löst sich „endgültig von ihrer Familie, so dass es um ihren Prozess des Erwachsenwerdens, respektive den Abschied von der Kindheit geht. Eine Entwicklung, die am Ende des Romans auch in ihrer topographischen Verortung symbolisiert wird: Tiffany zieht endgültig aus dem Kinderzimmer im Familienhaus aus und errichtet ihre eigene Hütte“.
Anna Stemmann charakterisierte Tiffany Weh wie in den vorausgegangenen Bänden als „Sinnbild einer emanzipierten Mädchenfigur, die selbstbewusst zupackt und für sich selber sorgt“. Zusätzlich wird die „Auflösung von tradierten Gender-Rollen“ in der Figur von Gottfried zugespitzt. „Die Verhandlungen von sozialer Rolle und Geschlecht nimmt der Roman an vielen Stellen beständig wieder auf“. Auch David Barnett sieht die Themen „Anfänge, Veränderungen, Fortschritt und Pflicht“ im Roman angesprochen mit Gottfried, „der entgegen aller Tradition eine Hexe sein will“, einer aus ihrem Reich vertriebenen Feenkönigin, die erstaunt darüber ist, wie sich die Welt während ihrer Abwesenheit verändert hat, und es „gibt ein Hin und Her zwischen Familie und Beruf, während Tiffany mit der Frage ringt, ob die moderne Hexe wirklich alles haben kann“.
Anna Stemmann lobte außerdem den narrativen Aufbau innerhalb des Buches: „Die einzelnen Erzählstränge wechseln sich immer wieder ab und installieren verschiedene Fokalisierungsebenen. (…) Mit fortlaufender Erzählzeit verschränken sich die einzelnen Fäden und sorgen im immer straffer werdenden Wechsel für einen gelungen dramaturgischen Aufbau“. Den of Geek verlieh dem Buch fünf von fünf Sternen.
Amanda Craig befand, Terry Pratchett sei „noch nie so geistreich, direkt und großzügig wie in diesem, seinem letzten Scheibenwelt-Roman“ gewesen, während das Bücher Magazin urteilte, dem Roman sei anzumerken, dass Pratchett ihn vor seinem Tod nicht mehr beenden konnte. „Die Motivstränge um erdgeschichtliche Meeresfossilien versus das Binnenland mit a) Schäfern und b) Hexen finden nicht zusammen“. „So kommt "Die Krone des Schäfers" nicht an MacBest heran oder an Die Nachtwächter oder Ab die Post“. Auch Tasha Robinson führt bestimmte Schwächen des Buches darauf zurück. So sei der Schreibstil an manchen Stellen ungewöhnlich direkt und schlicht, und die Erzählung sei ungleichmäßig detailliert – „einige farbenfrohe Nebenmomente ziehen sich in schwärmerischer Länge hin, während die Haupthandlung an einem vorbeizieht und die Charaktere gelegentlich in der Unschärfe verloren gehen“. Christoph Holowaty vom Lesering stellte fest, Terry Pratchett sei „zum Zeitpunkt, zu dem er Die Krone des Schäfers verfasst hatte, nicht mehr das vor Wortwitz sprühende Sprachgenie, das in seinen besten Scheibenwelt-Romanen aufblitzte. Es fehlen die zündenden Dialoge, die beißende Ironie und die sich teilweise schnell überstürzende Handlung früherer Werke. (…) Was bleibt, ist ein amüsanter, kurzweiliger, aber nicht brillanter Roman.“ Amanda Craig zog als Fazit: „Dies ist kein perfektes Beispiel für Pratchetts Genie, aber es ist ein bewegendes“.

## Ausgaben
- Die Krone des Schäfers. Übersetzt von Regina Rawlinson. Manhattan, München 2015, ISBN 978-3-442-54770-8
- Die Krone des Schäfers. Hörbuch. Gelesen von Volker Niederfahrenhorst. der Hörverlag, Verlagsgruppe Random House, München 2015, ISBN 978-3-8445-2062-0